# Christian Laettner

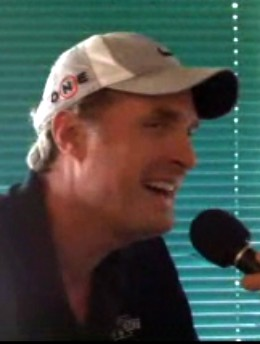
Christian Laettner

Christian Donald Laettner (Angola (New York), 17 augustus 1969) is een Amerikaans voormalig basketbalspeler. Hij had een nationale carrière, en speelde in de National Basketball Association (NBA) voor dertien seizoenen, van 1992 tot 2005.
Laettner speelde college basketbal voor de Duke University Blue Devils en werd met die club in 1991 en 1992 kampioen in de landelijke NCAA-basketbalcompetitie. Hij was de enige college-speler die geselecteerd werd voor het Amerikaans Olympische team van 1992, dat als bijnaam het "Dream Team" heeft. Het Dream Team, dat soms wordt beschouwd als de grootste sportploeg die ooit is samengesteld, won de gouden medaille op de Olympische Zomerspelen 1992. Laettner werd opgesteld door de Minnesota Timberwolves in de 1992 NBA Draft en ging dertien seizoenen spelen in de NBA.
In 2012 was hij assistent-coach van de Fort Wayne Mad Ants van de NBA Development League.
| Logo van de Olympische Spelen | Goud | Zilver | Brons | Logo van de Olympische Spelen |
|                               | 1    | 0      | 0     |                               |

- International Standard Name Identifier: 0000 0000 5344 7931
- Library of Congress Control Number: no2005117128
- SNAC: w69m22h4
- Virtual International Authority File: 2210172
- WorldCat: E39PBJpv3GbfygtW6mqC4YJv73